# إيمان (ممثلة لبنانية)
إليزابيت طوروس سركسيان (1 يناير 1945 -)، ممثلة لبنانية - مصرية، من أصل ارميني. عُرفت باسم ليز سركسيان ومن ثم إيمان.

## عن حياتها
ظهرت في عدد من الأعمال السينمائية والتلفزيونية في مصر ولبنان. تخرجت من كلية الصيدلة بالجامعة الأمريكية في بيروت. عملت في المسرح بعد أن إكتشفها الفنان شكيب خوري. مثلت في السينما اللبنانية باسمها الحقيقي، إلا أنها بعد أن إتجهت إلى مصر قامت بوضع اسم فني لها وهو إيمان.

### مسيرتها الفنية
بدايتها الفنية كانت في الخامسة من عمرها عندما اشتركت مع الجمعية الأرمنية في بيروت في حفل غنت ومثلت فيه باللغة الأرمنية حيث أنها تجيد عدة لغات وهي الإنجليزية والألمانية والأسبانية، كما أنها مثلت باللغة الفرنسية بجانب الأرمنية قبل أن تمثل باللغة العربية باللهجة اللبنانية والمصرية.
درست التمثيل المسرحي في الجامعة الأمريكية في بيروت[بحاجة لمصدر]، واشتركت في العديد من الأعمال المسرحية العالمية لشكسبير وموليير والتي قدمت على مدرجات بعلبك. وأول أعمالها السينمائية في لبنان كانت فيلم الأخرس من إخراج منير معاصري وبطولة فيليب عفيفي، ثم اشتركت في فيلم الحب الكبير مع فاتن حمامة وفريد الأطرش من إخراج هنري بركات. ثم قدمت فيلم الصعود إلى الهاوية مع مديحة كامل وجميل راتب ومحمود ياسين إخراج كمال الشيخ وهو الفيلم الذي بدأت شهرتها من خلاله، وكان المخرج كمال الشيخ هو الذي اختارها لتأديه دور مدام مارسيل الفرنسية. ثم قدمت عدد من الأفلام منها أمهات في المنفى وولا من شاف ولا من دري مع عادل إمام. وقدمت أيضًا أفلام شعبان تحت الصفر والستات من إخراج مدحت السباعي مع محمود ياسين وهالة صدقي وفيفي عبده والقاتلة مع فيفي عبده من إخراج إيناس الدغيدي، وفيلم نداء الدم إخراج مدحت السباعي مع سمير صبري، وفيلم الشريدة مع نجلاء فتحي من إخراج أشرف فهمي، والخطأ مع محمود ياسين وناهد شريف والرغبة مع نور الشريف ومديحة كامل. وكانت أول بطولة سينمائية مطلقة لها في فيلم عندما تغيب الزوجات مع دريد لحام.
وبالمسرح قدمت مسرحيات وبياعين الهواء ومحدش يقدر عليهم.
وبالنسبة إلى التليفزيون فقد عملت في مسلسل الثعلب مع نور الشريف، كما عملت بمسلسل الخروج من المأزق مع يحيى الفخراني، ومسلسل زيزينيا - الجزء الأول مع يحيى الفخراني وآثار الحكيم ومسلسلات هوانم جاردن سيتي ومواطن بدرجة وزير مع حسين فهمي ومسلسل قاتل بلا أجر مع حسين فهمي وفاروق الفيشاوي والعمة نور مع نبيلة عبيد.

## أعمالها

### الأفلام
- 1967: بنت الحارس
- 1968: الحب الكبير
- 1973: ذئاب لا تأكل اللحم
- 1974: فاتنة الصحراء
- 1974: راقصة على الجراح
- 1974: الجائزة الكبرى
- 1975: عندما تغيب الزوجات
- 1977: مع حبي وأشواقي
- 1977: الحب قبل الخبز أحيانا
- 1978: امرأة في دمي
- 1978: الصعود إلى الهاوية
- 1978: ابتسامة واحدة تكفي
- 1979: قاتل ما قتلش حد
- 1980: كم أنت حزين أيها الحب
- 1980: عروس البحر
- 1980: شعبان تحت الصفر
- 1980: الشريدة
- 1980: الرغبة
- 1980: الأخرس
- 1980: x علامة معناها الخطأ
- 1981: نساء في خطر
- 1981: أمهات في المنفى
- 1982: الليل الأخير
- 1983: ولا من شاف ولا من دري
- 1983: الجواز للجدعان
- 1984: لك يوم يا بيه
- 1984: غضب الحليم
- 1984: الأشقياء
- 1985: حكاية في كلمتين
- 1985: أيام التحدي
- 1985: أولاد الأصول
- 1986: مملكة الفقراء
- 1986: على هامش المدينة
- 1986: الناس الغلابة
- 1986: الداهية
- 1986: التفاحة والجمجمة
- 1986: أخي وصديقي سأقتلك
- 1987: لعنة المال
- 1987: عودة الماضي
- 1987: طبول في الليل
- 1987: الملعوب
- 1987: الذكاء المدمر
- 1987: الاتهام
- 1988: عاد لينتقم
- 1989: ليس لعصابتنا فرع آخر
- 1989: المولد
- 1989: العميل رقم 13
- 1990: الشقيقتان
- 1991: القاتلة
- 1991: الحلم القاتل
- 1992: هارب من التجنيد
- 1992: كريستال
- 1992: فخ الجواسيس
- 1992: درب الجدعان
- 1992: الطريق إلى مستشفى المجانين
- 1992: الستات
- 1994: موزع البريد
- 1996: رجل مهم جدا
- 2002: تايه في أمريكا
- 2009: ولاد العم

### المسلسلات
- 1981: الرجل الذي فقد ذاكرته مرتين
- 1982: الضياع
- 1993: الثعلب
- 1995: أنا اللي أستاهل
- 1995: الخروج من المأزق
- 1997: هوانم جاردن سيتي (ج1)
- 1997: عوضين وإمبراطورية عين
- 1997: زيزينيا (ج1)
- 1998: هوانم جاردن سيتي (ج2)
- 1999: مذكرات ضرة
- 1999: لن تسرق عمري
- 1999: كلمات
- 2000: محاكمة الليالي
- 2000: قط وفار فايف ستار
- 2000: رجل طموح
- 2000: الأقدار
- 2002: مارينا مارينا
- 2002: شعاع من الأمل
- 2002: سيرة سعيد الزواني
- 2003: غدر وكبرياء
- 2003: شمس يوم جديد
- 2003: رحلة العمر
- 2003: العمة نور
- 2004: الحب والعنف
- 2005: للثروة حسابات أخرى
- 2006: مواطن بدرجة وزير
- 2006: لا أحد ينام في الإسكندرية
- 2006: عايش في الغيبوبة
- 2006: العزبة
- 2008: بنات في التلاتين
- 2008: العائد
- 2009: قاتل بلا أجر
- 2009: فستان فرح
- 2009: دموع في نهر الحب
- 2009: حكايات البنات
- 2010: لحظات حرجة 2
- 2013: أهل الهوى
- 2014: الخطيئة
- 2015: عيون القلب
- 2020: رصيف الغرباء

### المسرحيات
- 1985: هالة حبيبتي
- 1995: فيما يبدو سرقوا عبده
- 1999: كيمو والفستان الأزرق

## روابط خارجية
- إيمان على موقع IMDb (الإنجليزية)
- إيمان على موقع قاعدة بيانات الأفلام العربية
- إيمان على موقع قاعدة بيانات الفيلم (الإنجليزية)
- إيمان على موقع كينوبويسك (الروسية)